# Akkreditierung (Diplomatie)
Akkreditierung bedeutet im diplomatischen Dienst die Zulassung eines Mitglieds einer diplomatischen oder konsularischen Vertretung durch das Gastland oder durch eine Internationale Organisation. Der Begriff ist völkerrechtlich nicht genau definiert. Obwohl das Wiener Übereinkommen über diplomatische Beziehungen (WÜD) und das Wiener Übereinkommen über konsularische Beziehungen (WÜK) die Einzelheiten des Anmeldeverfahrens ausländischer Vertreter regeln, wird der Begriff in beiden Abkommen nicht verwendet.

## Wortherkunft
Der Begriff ist dem Lateinischen accredo entlehnt, was so viel wie Glauben schenken, glauben (wollen) heißt. Im Französischen bedeutet accréditer in etwa etwas glaubhaft oder wahrscheinlich machen, offiziell als wahr ansehen, etwas legitimieren. Im Deutschen wird es nüchterner als (jmdm.) Kredit gewähren, (jmdn.) beglaubigen verstanden.
Der Begriff ist unscharf, weil ihm nicht genau entnommen werden kann, durch welchen Vorgang die Akkreditierung ausgelöst wird. Teilweise wird unter Akkreditierung bereits die Vollmachtausstellung durch den entsendenden Staat verstanden (im Sinne von: einen diplomatischen Vertreter in Bezug auf eine bestimmte Funktion beglaubigen, bevollmächtigen). Dies bezieht sich zunächst auf die öffentliche, vom Staatsoberhaupt erstellte Urkunde, mit der die Funktion des Diplomaten bestätigt wird.
Überwiegend wird für eine Akkreditierung jedoch nicht nur die bloße Beglaubigung der Funktion des Diplomaten, sondern zusätzlich die Annahme der Bevollmächtigung durch den Empfangsstaat verstanden. Erst die offizielle Aufnahme des Vertreters im Empfangsstaat (im Sinne von: Beglaubigung des Botschafters bei der Regierung), also die Einräumung des vom Entsendestaat gewünschten Diplomatenstatus durch den Empfangsstaat, bewirkt die Akkreditierung. Für die Zulassung des Diplomaten ist die Vorlage des Beglaubigungsschreibens lediglich eine von mehreren Voraussetzungen.
Die unterschiedliche Wortbedeutung dürfte auf die unterschiedlichen Bestellungsverfahren der Diplomaten zurückgehen. Bei Missionschefs kommt eine Ernennung und Beglaubigung ihrer Funktion überhaupt nur in Betracht, wenn der Empfangsstaat der Bestellung zuvor zugestimmt hat (Agrément, siehe nächster Abschnitt). Die sich anschließende Überreichung des Beglaubigungsschreibens hat dann nur noch protokollarische Bedeutung, insbesondere für die Frage, welcher Tag als offizielle Dienstaufnahme anzusehen ist und welchen Rang der Missionschef somit innerhalb des Diplomatischen Corps einnimmt (Anciennität). Bei anderen Diplomaten fehlt es an einem solchen Vorabzustimmungsakt des Empfangsstaates. Bei ihnen erfolgt nur eine schlichte Notifizierung ihrer Person beim Außenministerium durch den jeweiligen Missionschef. Hier bewirkt erst die widerspruchslose Entgegennahme der Note die Akkreditierung.

## Akkreditierung des diplomatischen Personals

### Botschafter und Gesandte

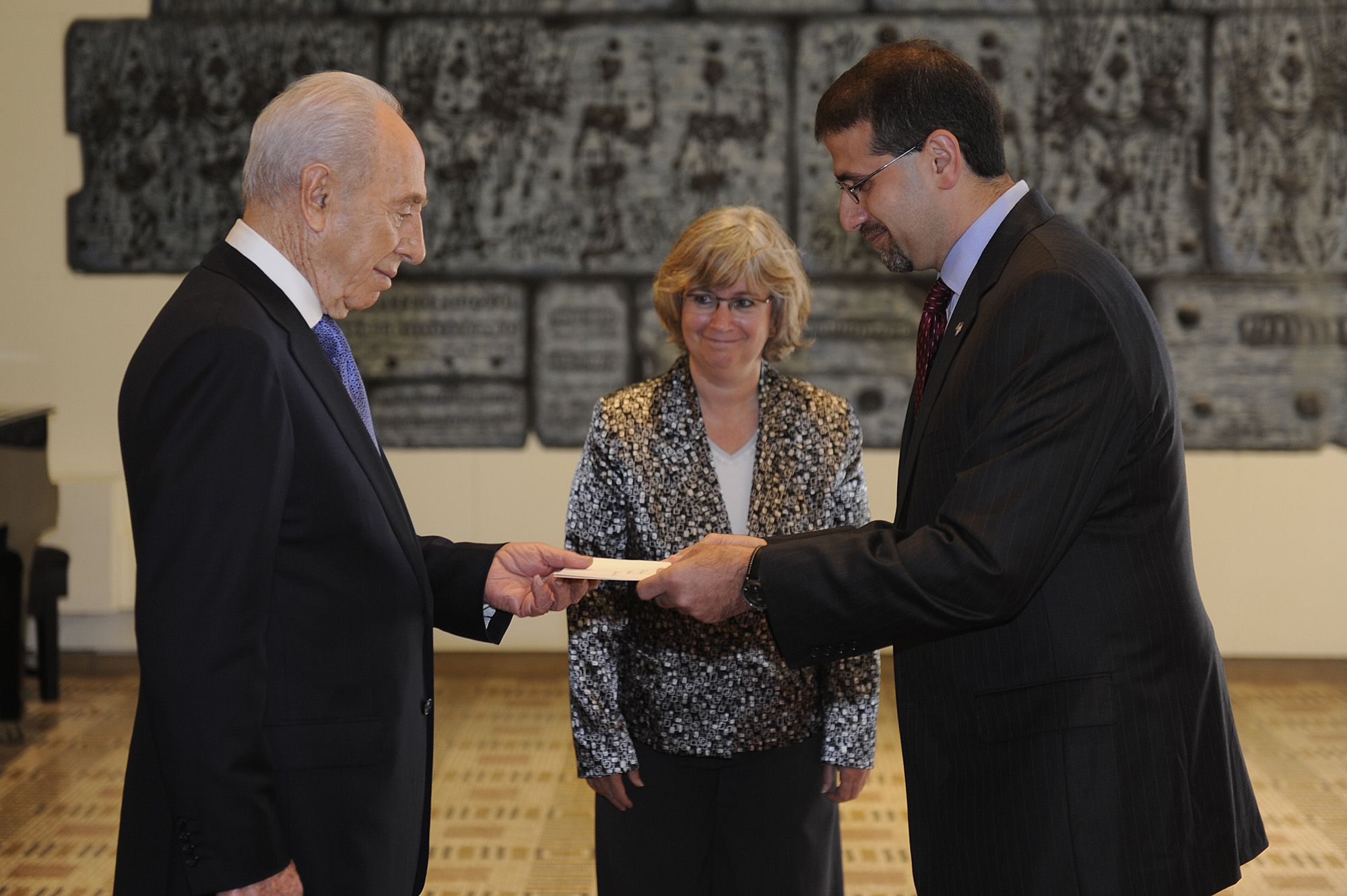
Übergabe des Beglaubigungsschreibens des neuen US-Botschafters Daniel Shapiro an Israels Staatspräsident Shimon Peres

Die Akkreditierung von Botschaftern und Gesandten ist mehrstufig. Zunächst muss sich der Entsendestaat über diplomatische Kanäle beim Empfangsstaat vergewissern, dass Einvernehmen mit der Bestellung der ausgesuchten Person besteht
(Art. 4 Abs. 1 WÜD). Der Empfangsstaat muss förmlich durch Agrément zustimmen. Für eine etwaige Ablehnung muss er keine Gründe angeben (Art. 4 Abs. 2 WÜD). Das Verfahren ist diskret und vertraulich; keine der beiden Seiten erlässt irgendwelche Verlautbarungen an die Öffentlichkeit. Wird die Zustimmung verweigert, muss der Entsendestaat eine andere geeignete Person auswählen.
Stimmt der Empfangsstaat zu, erfolgt die Ernennung des Botschafters durch den Entsendestaat. Er ist nun der designierte Botschafter und erhält von seinem Staatsoberhaupt ein Beglaubigungsschreiben (engl. letter of credence, frz. lettre de créance), das eine kurze Würdigung seiner Person enthält.

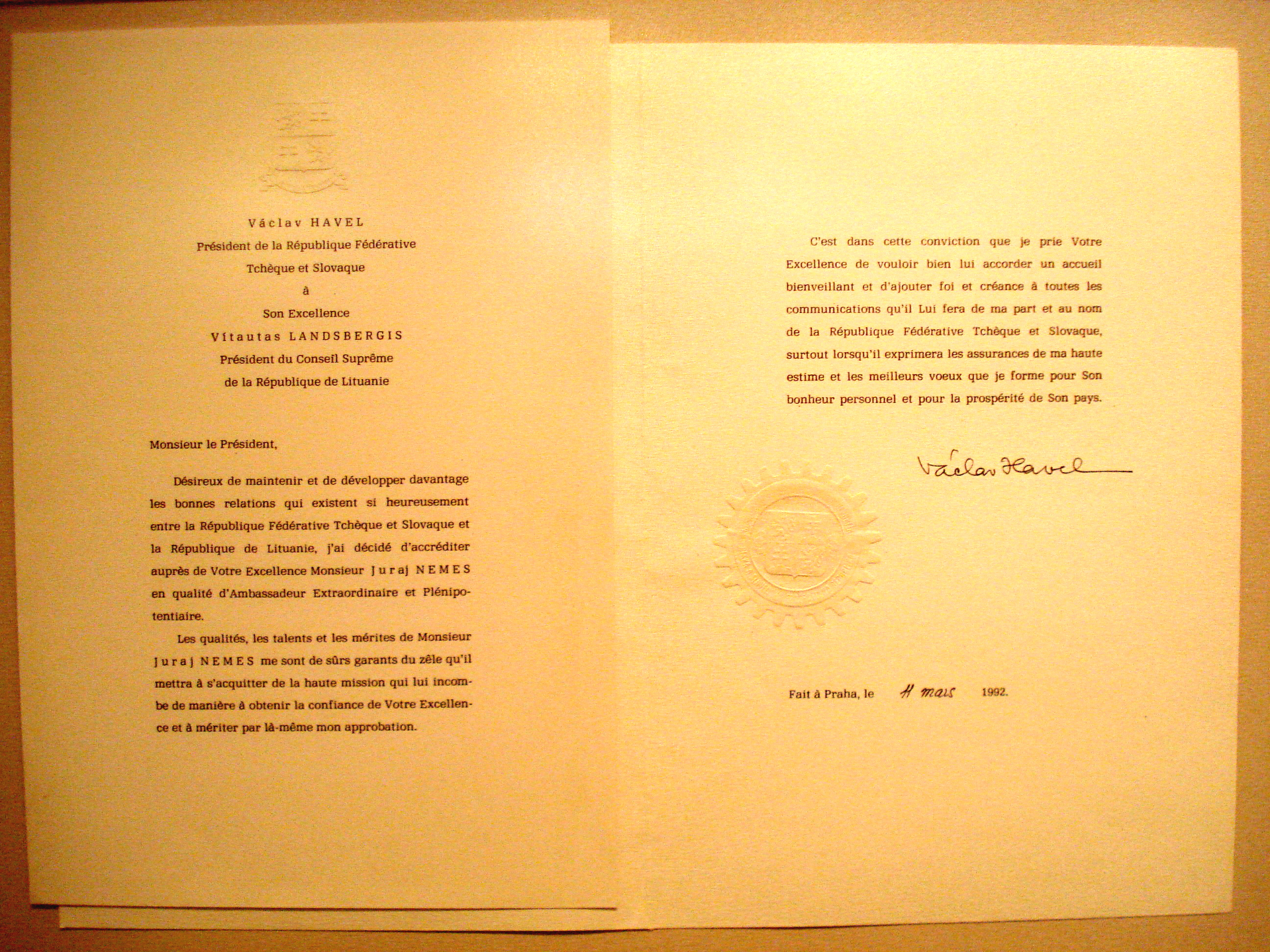
Beglaubigungsschreiben des tschechoslowakischen Staatspräsidenten Václav Havel für den neuen Botschafter in Litauen

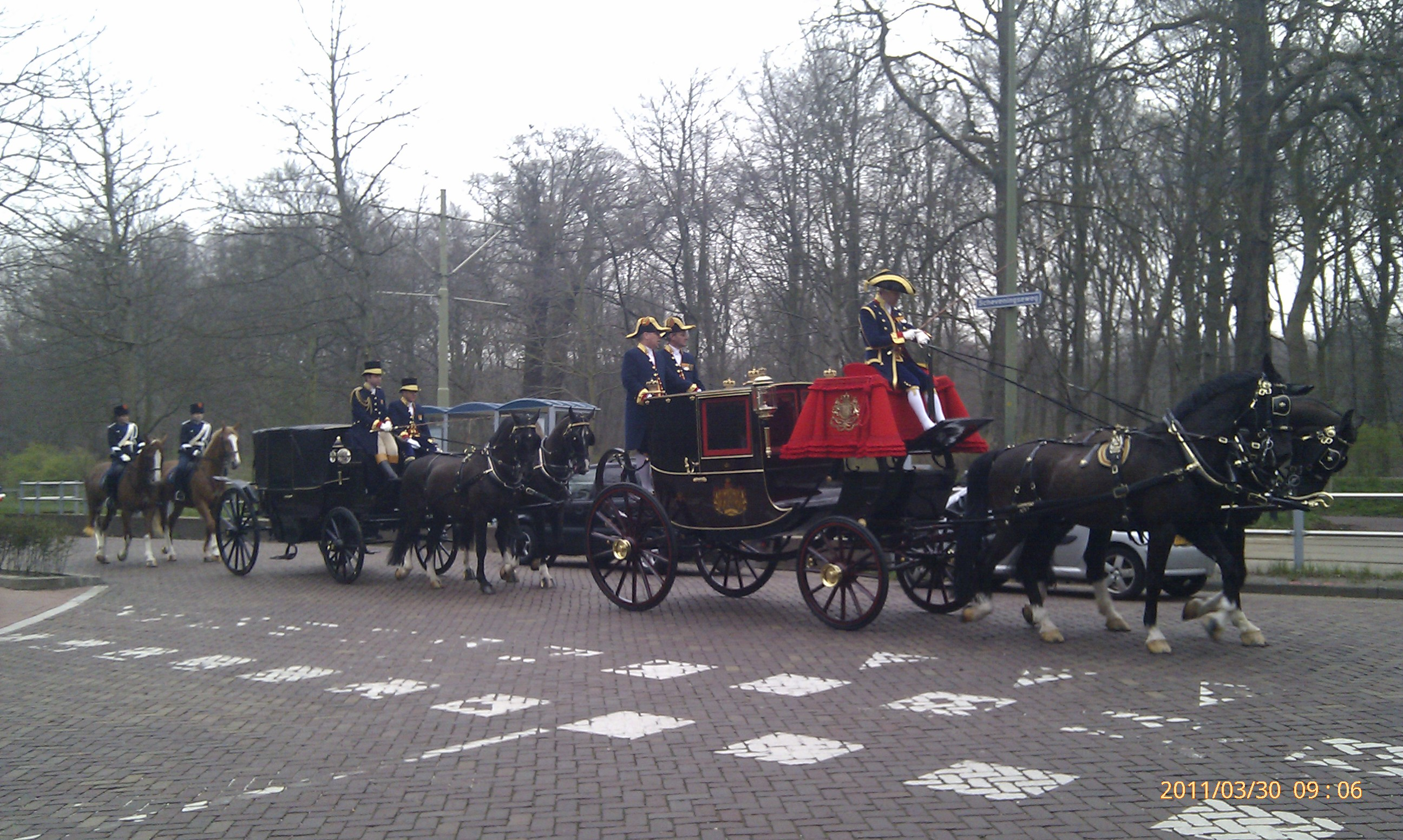
Ein designierter Botschafter wird in Den Haag mit einer Kutsche des niederländischen Hofes zur Königin gebracht, um dort sein Beglaubigungsschreiben zu übergeben.

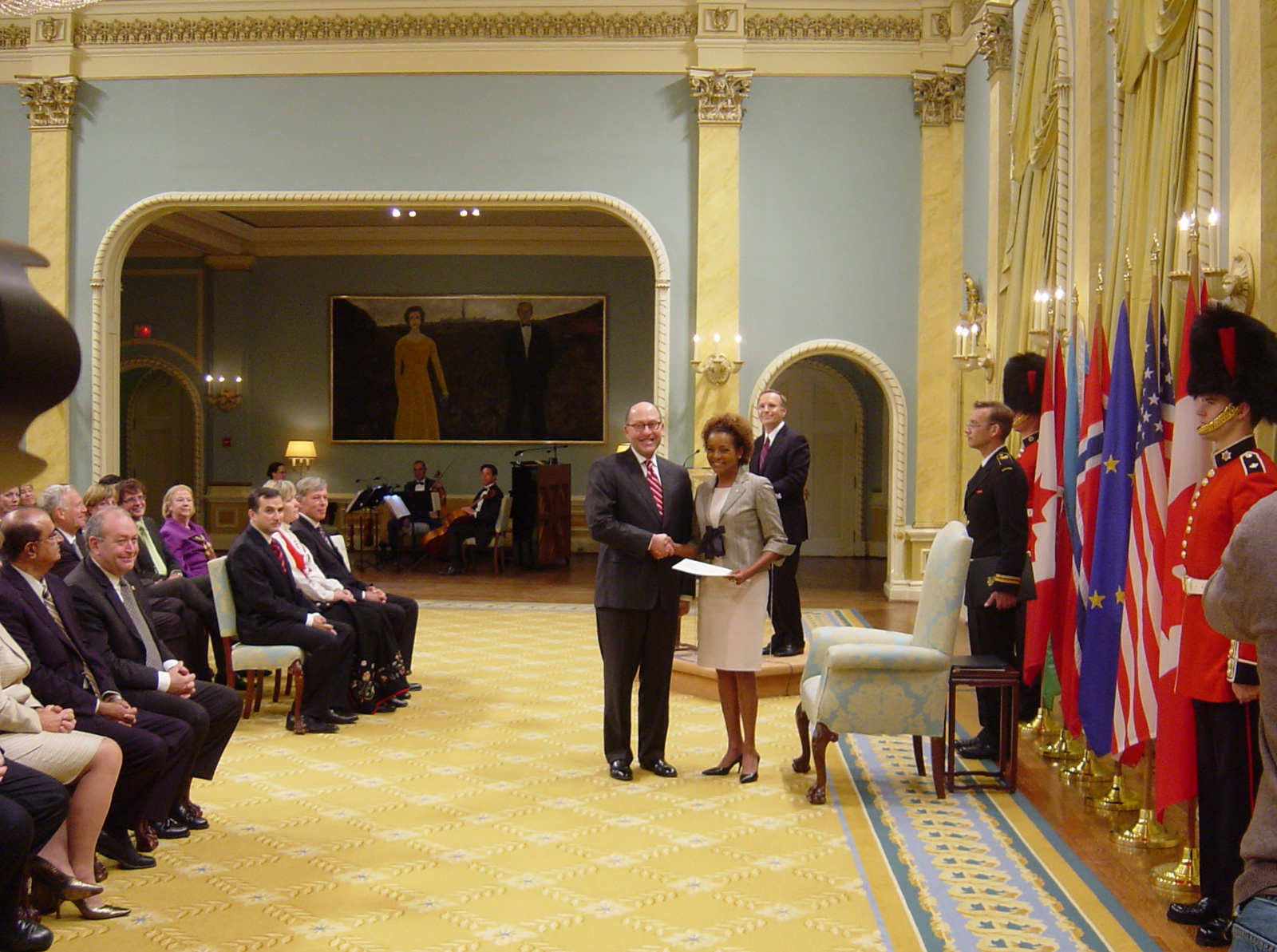
Der neue US-Botschafter in Kanada übergibt Michaëlle Jean, Generalgouverneurin von Kanada und als solche Stellvertreterin des Staatsoberhauptes Königin Elisabeth II., sein Beglaubigungsschreiben.

Bestimmte Formvorschriften für den Inhalt des Beglaubigungsschreibens gibt es nicht. Üblich ist es, den Namen und den Titel der betreffenden Person sowie die besonderen Eigenschaften und die allgemeine Zielsetzung seiner Mission mitzuteilen. Das Schreiben enthält die Bitte, den vom Vertreter im Namen seiner Regierung gemachten Äußerungen Glauben zu schenken und ihn wohlwollend zu empfangen.
Der Inhalt des Beglaubigungsschreibens, das der tschechoslowakische Staatspräsident Václav Havel im März 1992 verfasste, um den neuen tschechoslowakischen Botschafter in Litauen zu beglaubigen (siehe nebenstehendes Bild), lautete auf Deutsch wie folgt:
Václav HAVEL
Präsident der Tschechischen und Slowakischen Föderativen Republik
an
Seine Exzellenz
Vitautas LANDSBERGIS
Präsident des Obersten Rates
der Republik Litauen
Sehr geehrter Herr Präsident!
In dem Wunsch, die guten Beziehungen, die so glücklich zwischen der Tschechischen und Slowakischen Föderativen Republik und der Republik Litauen bestehen, aufrechtzuerhalten und weiter zu entwickeln, habe ich beschlossen, Herrn Juraj NEMES als außerordentlichen und bevollmächtigten Botschafter bei Ihrer Exzellenz zu beglaubigen.
Die Qualitäten, Talente und Verdienste von Herrn Juraj NEMES sind für mich eine sichere Garantie dafür, dass er die ihm obliegende hohe Aufgabe mit großem Eifer erfüllen wird, um das Vertrauen Ihrer Exzellenz zu gewinnen und damit meine Zustimmung zu verdienen.
In dieser Überzeugung bitte ich Sie, Exzellenz, ihm einen wohlwollenden Empfang zu bereiten und allen seinen Mitteilungen Glauben zu schenken, die er an meiner Stelle und im Namen der Tschechischen und Slowakischen Föderativen Republik machen wird, vor allem wenn er Ihnen meine Hochachtung und besten Wünsche versichert, die ich für Ihr persönliches Glück und für den Wohlstand Ihres Landes hege.
Václav Havel
Geschehen zu Prag, am 11. März 1992
An einem mit dem Staatsoberhaupt des Empfangsstaates vereinbarten Tag stellt sich der designierte Botschafter dem Staatsoberhaupt an dessen Amtssitz vor. International üblich ist es, dass er hierzu mit einem Wagen des Staatsoberhaupts von seiner Mission oder Residenz abgeholt und bei seiner Ankunft mit einem kleinen militärischen Zeremoniell begrüßt wird. Nachdem er sich in das Gästebuch eingetragen hat, überreicht er sein Beglaubigungsschreiben und häufig auch das Abberufungsschreiben seines Vorgängers. Nach einem ersten Gespräch, das dem gegenseitigen Kennenlernen dient, wird er erneut mit kleinem militärischem Zeremoniell verabschiedet. Als Zeichen seiner offiziellen Amtsaufnahme wird die Fahne des von ihm vertretenen Landes am Amtssitz des Staatsoberhaupts kurzzeitig gehisst.
Ab jetzt ist der Botschafter offizieller Vertreter seines Landes und gilt zum Annehmen des Textes eines Vertrags zwischen Entsende- und Empfangsstaat als allgemein bevollmächtigt.
Dasselbe Zeremoniell gilt für Nuntien und Missionschefs, die Botschaftern im Rang gleichstehen, beispielsweise im britischen Commonwealth die Hochkommissare (High Commissioner) (Art. 14 Abs. 1 Buchstabe a) WÜD) und für Gesandte, Minister und Internuntien (Art. 14 Abs. 1 Buchstabe b) WÜD), wenn sie als Missionschef beglaubigt werden.
Manchmal unterbleibt eine förmliche Zeremonie. Als Zeitpunkt des Amtsantritts des Missionschefs im Empfangsstaat gilt dann der Tag, an welchem der Missionschef dem Außenministerium des Empfangsstaats seine Ankunft notifiziert hat und diesem eine formgetreue Abschrift seines Beglaubigungsschreibens überreicht worden ist (Art. 13 Abs. 1 WÜD).
In der Schweiz ist beides üblich: Grundsätzlich findet eine Zeremonie statt, bei der der neue Botschafter sein Beglaubigungsschreiben in den Räumen des Bundesrats dem Bundespräsidenten überreicht. Dem vorangegangen ist jedoch stets die Überreichung einer formgetreuen Abschrift seines Beglaubigungsschreibens und des Abberufungsschreibens seines Vorgängers an den Protokollchef, der den neuen Botschafter schon in den ersten Tagen nach seiner Ankunft aufsucht. Der neue Missionschef kann bereits ab diesem Zeitpunkt seine Funktionen uneingeschränkt ausüben.
Die diplomatischen Vorrechte, Befreiungen und Immunitäten genießt der Missionschef in jedem Fall bereits mit seiner Einreise in den Empfangsstaat oder, wenn er sich dort schon aufhält, von dem Zeitpunkt an, zu dem dem Außenministerium seine Ernennung notifiziert wird (Art. 39 Abs. 1 WÜD).
Gemäß Art. 5 WÜD kann ein Diplomat in mehreren Staaten akkreditiert sein, ebenso wie es möglich ist, dass ein Diplomat in einem Staat mehrere unterschiedliche Staaten vertritt (Art. 6 WÜD). Hierzu bedarf es allerdings des Einvernehmens der beteiligten Staaten.
Zu den Einzelheiten siehe: Mehrfachakkreditierung

### Geschäftsträger

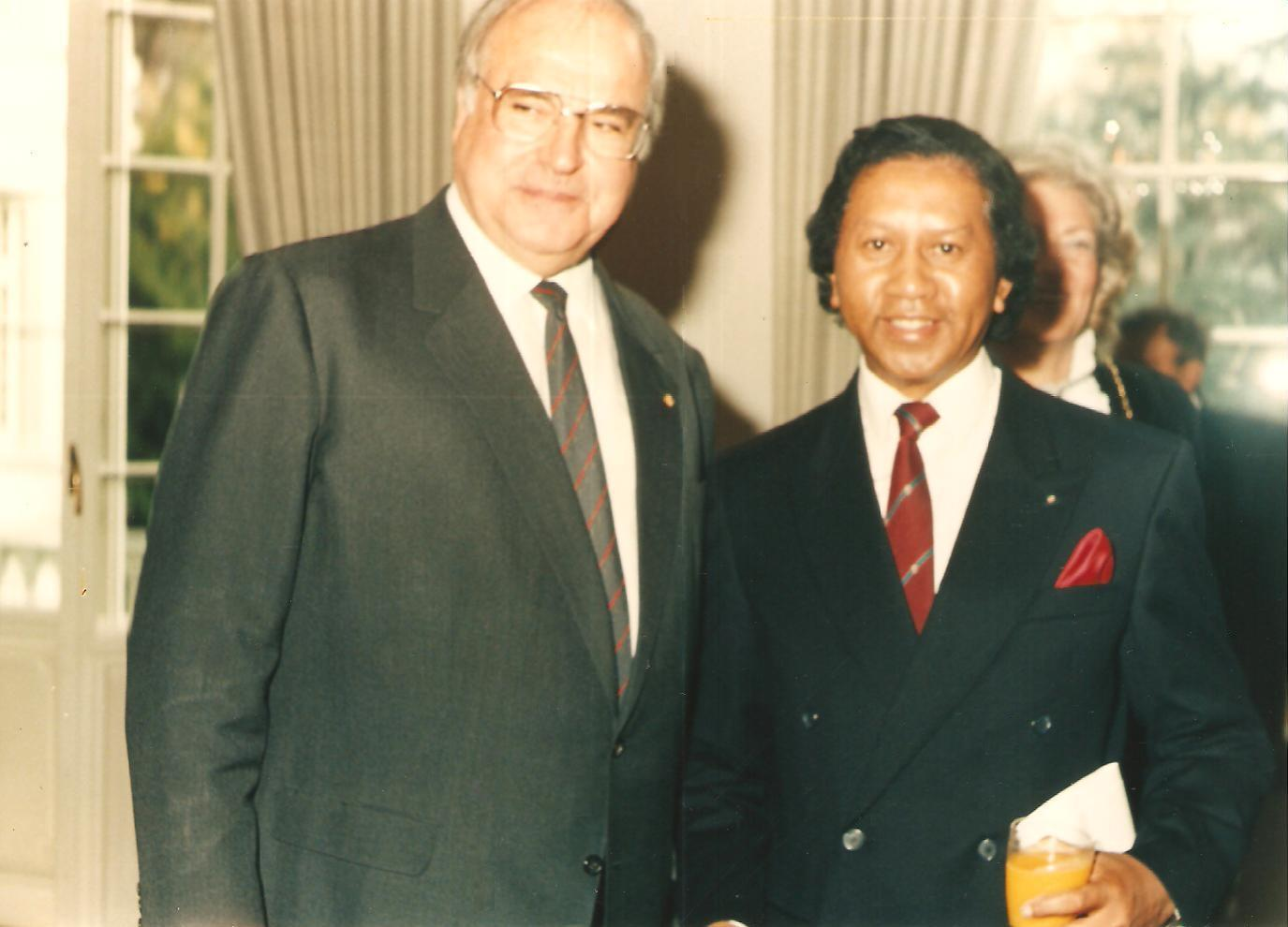
Bundeskanzler Helmut Kohl empfängt Pierre Randrianarisoa, den Geschäftsträger der Demokratischen Republik Madagaskar 1986 in Bonn.

Geschäftsträger, die vom Entsendestaat unter Verzicht auf die Entsendung eines Botschafters oder Gesandten zum Missionschef bestellt worden sind (engl. und frz. chargé d’affaires en titre oder en pied), unterliegen ebenfalls der Einholung eines vorherigen Agréments beim Empfangsstaat. Wird es erteilt, werden sie jedoch mit reduziertem Zeremoniell empfangen. Da sie Botschaftern und Gesandten gegenüber nachrangig sind, erhalten sie ihr Beglaubigungsschreiben nicht vom Staatsoberhaupt, sondern vom Außenminister. Die Übergabe des Beglaubigungsschreibens erfolgt auf derselben Stufe, nämlich beim Außenminister des Empfangsstaates (Art. 14 Abs. 1 Buchstabe c) WÜD).
Übernimmt eine Person nur vorübergehend die Leitung der Mission als Geschäftsträger ad interim (z. B. wegen Abberufung oder Abwesenheit des Botschafters) erfolgt keine besondere Zeremonie.

### Andere Diplomaten
Die übrigen Mitglieder des diplomatischen Personals (dazu gehören Botschaftsräte, Botschaftssekretäre, Attachés wie Wirtschafts-, Handels-, Finanz-, Landwirtschafts-, Kultur-, Presse-, Militärattachés und die Botschaftsseelsorger und -ärzte) werden in keinem förmlichen Verfahren bestellt. Die Bestellung einiger Funktionsträger (Militär-, Marine- und Luftwaffenattachés) kann aber von der vorherigen Zustimmung des Empfangsstaates abhängig gemacht werden (Art. 7 Satz 2 WÜD).
Diese Diplomaten können mit einer Vollmacht versehen werden.
Von solchen Mitgliedern der Mission ist dem Außenministerium die Ernennung, ihre Ankunft und ihre endgültige Abreise oder die Beendigung ihrer dienstlichen Tätigkeit bei der Mission zu notifizieren (Art. 10 Abs. 1 Buchstabe a) WÜD).
Da die Notifizierung möglichst vor der Einreise und dem Dienstantritt des Diplomaten erfolgen soll (Art. 10 Abs. 2 WÜD), verbleibt dem Empfangsstaat regelmäßig die Möglichkeit, den avisierten Diplomaten, auch soweit keine Vorabzustimmung erforderlich ist, zur unerwünschten Person zu erklären. Eine solche Erklärung kann schon vor der Einreise ergehen (Art. 9 Abs. 1 Satz 3 WÜD) und bedarf keiner Begründung (Art. 9 Abs. 1 Satz 1 WÜD).

### Verwaltungs- und technisches Personal der Missionen
Das Bestellungsverfahren der Mitglieder des Verwaltungs- und technischen Personal der Missionen (dazu gehören Kanzleibeamte, Chiffreure, Übersetzer und Schreibkräfte) ist im WÜD nicht geregelt. Der Entsendestaat ist in der Auswahl der Personen grundsätzlich frei.
Die Ernennung von Mitgliedern des Verwaltungspersonals, ihre Ankunft und ihre endgültige Abreise oder die Beendigung ihrer dienstlichen Tätigkeit bei der Mission ist dem Empfangsstaat zu notifizieren (Art. 10 Abs. 1 Buchstabe a) i. V. mit Art. 1 Buchstabe b) und c) WÜD).
Da die Notifizierung auch bei diesem Personenkreis nach Möglichkeit vor der Einreise und dem Dienstantritt erfolgen soll (Art. 10 Abs. 2 WÜD), verbleibt dem Empfangsstaat auch hier die Möglichkeit, den avisierten Bediensteten schon vor der Einreise zur unerwünschten Person zu erklären.

### Familienangehörige der Mitglieder der Mission und private Hausangestellte
Familienangehörige der Mitglieder der Mission und private Hausangestellte werden nicht akkreditiert, da Familienangehörige und privates Hauspersonal keine dienstlichen Funktionen ausüben. Die Namen werden dem Außenministerium lediglich mitgeteilt. Diesem Personenkreis stehen jedoch diplomatische Vorrechte in unterschiedlichem Maße zu. Sie haben Anspruch auf einen Diplomatenausweis.
Deshalb wird die Ankunft und die endgültige Abreise von Familienangehörigen von Mitgliedern der Mission und von privatem Hauspersonal, ggf. die Anstellung und die Entlassung von im Empfangsstaat ansässigen Personen als Mitglied der Mission oder als private Hausangestellte, dem Außenministerium notifiziert (Art. 10 Abs. 1 Buchstabe b) bis d) WÜD).
Eine solche Erklärung sollte nach Möglichkeit vor der Einreise ergehen (Art. 10 Abs. 2 WÜD).

## Akkreditierung von Mitgliedern der Internationalen Organisationen

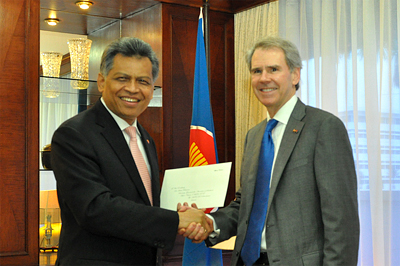
Der neue US-Botschafter David Carden überreicht sein Beglaubigungsschreiben an ASEAN-Generalsekretär Surin Pitsuwan in Jakarta (Indonesien).

Mitglieder einer Internationalen Organisation einschließlich ihres Leiters werden beim Sitzstaat nicht akkreditiert. Mit der Souveränität einer Internationalen Organisation innerhalb der Staatengemeinschaft – auch im Verhältnis zum Sitzstaat – wäre es nicht vereinbar, wenn beispielsweise der UN-Generalsekretär vom amerikanischen Präsidenten akkreditiert werden müsste, weil sich der Sitz der Vereinten Nationen in New York befindet.

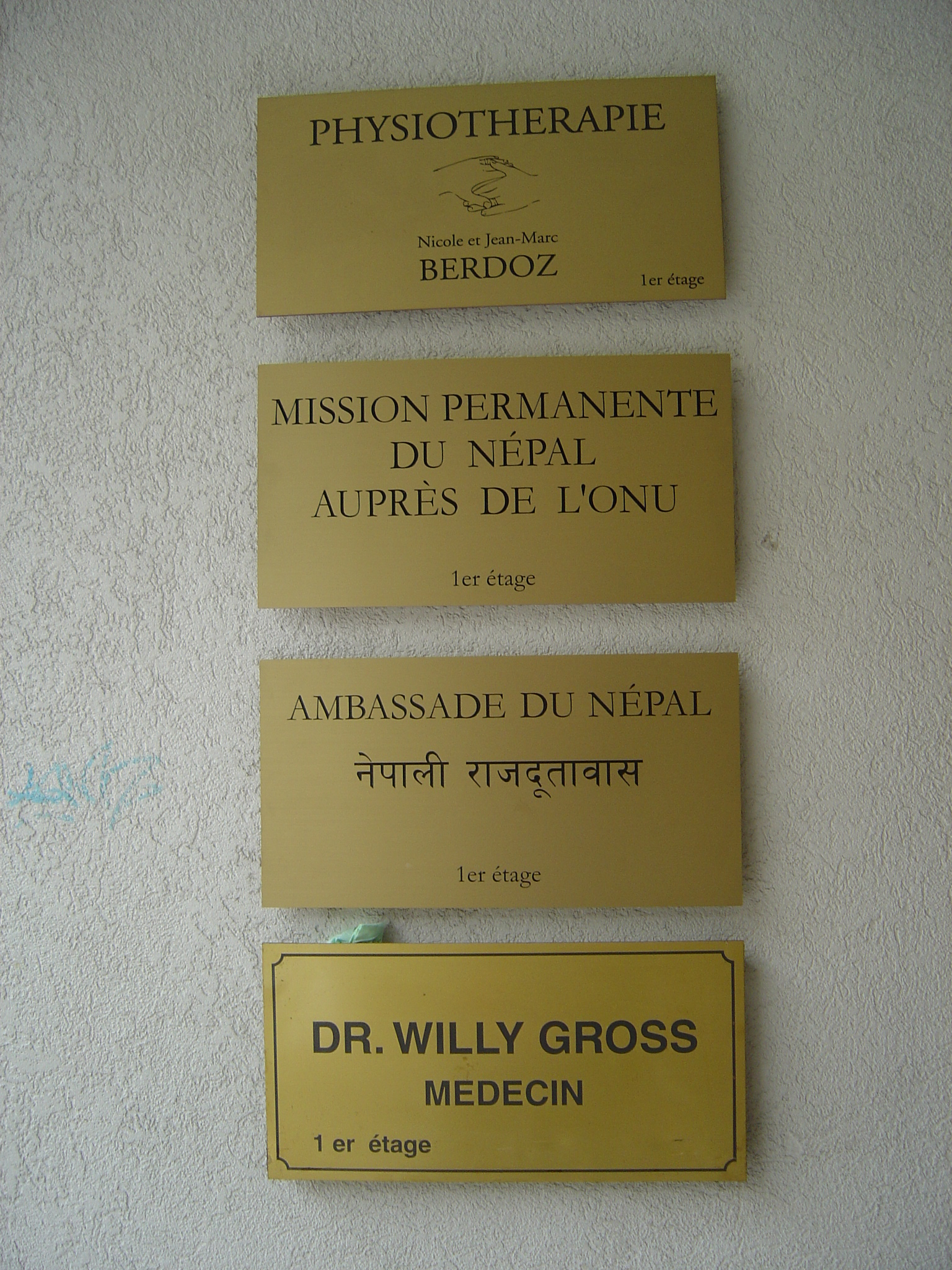
Doppelakkreditierung in Genf: Ständige Vertretung Nepals bei den Vereinten Nationen einerseits (zweites Schild) und Botschaft Nepals in der Schweiz andererseits (drittes Schild)

Internationale Organisationen können aber selbst ein Akkreditierungsrecht haben. Unterhalten Staaten am Sitz der Internationalen Organisation eine Ständige Vertretung (engl. permanent mission, frz. mission permanente), werden die Angehörigen der der Internationalen Organisation zugeordneten Ständigen Vertretung bei dem Leiter der Internationalen Organisation akkreditiert. Die Ständigen Vertretungen sind mit diplomatischem Personal besetzt, an deren Spitze häufig ein Botschafter steht. Manchmal werden die Tätigkeiten in Personalunion mit einer anderen Funktion ausgeübt (z. B. der des Botschafters im Sitzland). Die doppelte Akkreditierung bei unterschiedlichen Stellen ist gemäß Art. 5 Abs. 3 WÜD zulässig.
Beispielsfälle von Internationalen Organisationen mit bei ihnen akkreditierten Ständigen Vertretungen sind:
- die Vereinten Nationen (UN), New York mit Büros in Genf und Wien,
- der Organisation des Nordatlantikvertrags (NATO), Brüssel,
- die Europäische Union (EU), Brüssel,
- die Organisation für das Verbot chemischer Waffen (OPCW), Den Haag,
- die Abrüstungskonferenz (CD), Genf,
- die Organisation der Vereinten Nationen für Erziehung, Wissenschaft und Kultur (UNESCO), Paris,
- die Organisation für wirtschaftliche Zusammenarbeit und Entwicklung (OECD), Paris,
- die Ernährungs- und Landwirtschaftsorganisation der Vereinten Nationen (FAO), Rom,
- die Welthandelsorganisation (WTO), Genf
- der Europarat, Straßburg,
- der Verband Südostasiatischer Nationen (ASEAN), Jakarta

In diesen Fällen übergibt der Leiter der Ständigen Vertretung, zumeist ein Botschafter, dem Leiter der Organisation ein Beglaubigungsschreiben seiner Regierung. Ein Agrément der Internationalen Organisation wird nicht eingeholt; der Botschafter wird lediglich der Internationalen Organisation zuvor notifiziert. Zum Sitzstaat steht der Botschafter in keinem Rechtsverhältnis; eine Akkreditierung der Mitglieder einer Ständigen Vertretung beim Sitzstaat erfolgt daher nicht.
Die Bediensteten der Internationalen Organisationen einschließlich ihres Leiters und die Mitglieder der ihnen zugeordneten Ständigen Vertretungen werden jedoch auch dem Außenministerium des Sitzstaates notifiziert, damit ihnen die diplomatischen Vorrechte zuerkannt werden können und ihnen ein Diplomatenausweis ausgestellt wird. Kraft Sitzabkommen genießen sie gegenüber dem Gastland häufig dieselbe diplomatische Immunität wie die beim Gastland akkreditierten Diplomaten. Das hat manchmal die merkwürdige Folge, dass dem bei einer Internationalen Organisation akkreditierten Diplomaten vom Sitzstaat Vorrechte und Immunitäten eingeräumt werden müssen, zu dessen Heimatland er selbst keine diplomatischen Beziehungen unterhält.
Der Leiter der Internationalen Organisation nimmt zudem häufig an Veranstaltungen teil, die für das Diplomatische Corps des Sitzlandes vorgesehen sind, z. B. am Neujahrsempfang des Staatsoberhauptes.

## Akkreditierung des konsularischen Personals

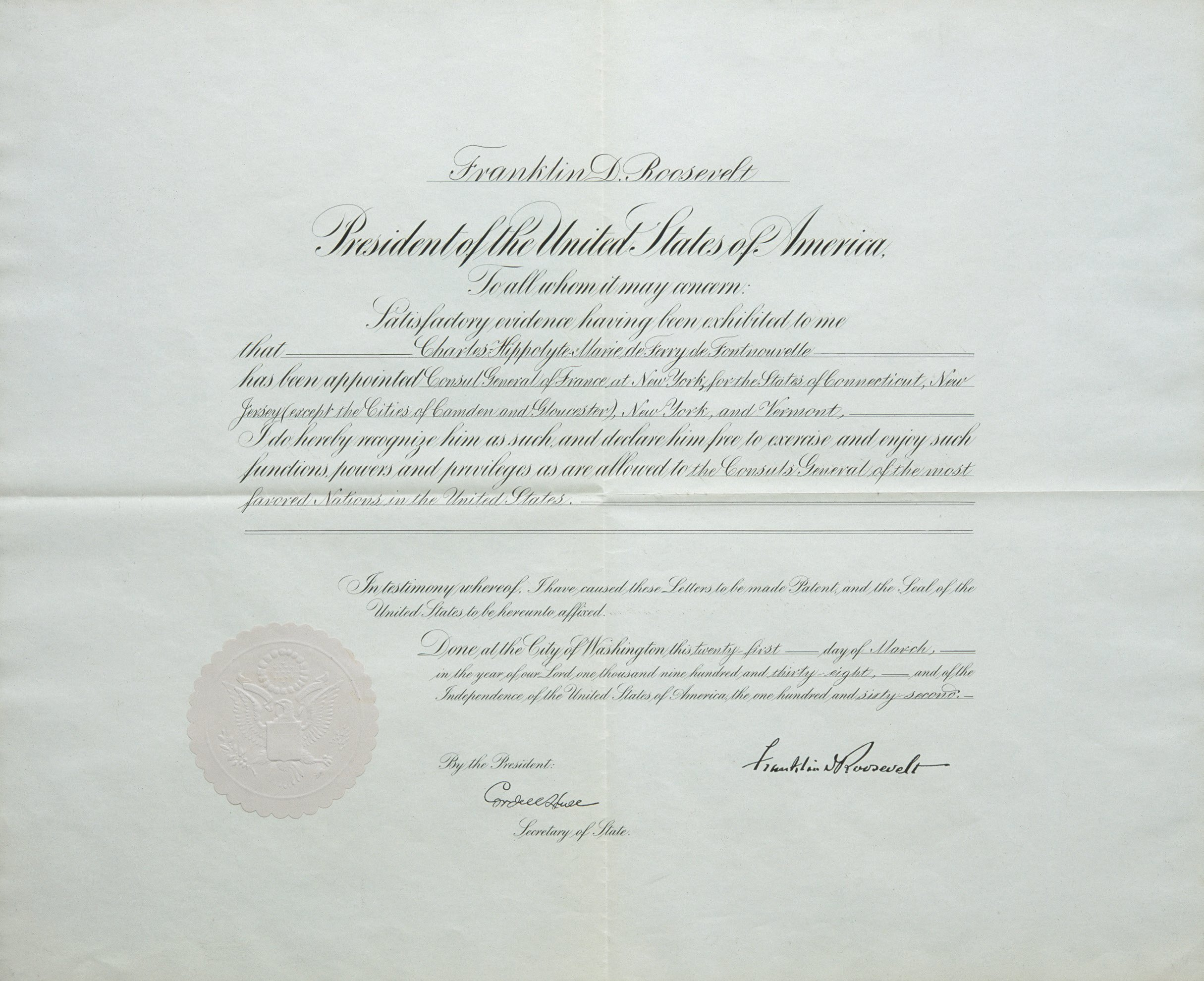
Exequatur des amerikanischen Präsidenten Franklin D. Roosevelt für den neuen französischen Generalkonsul in New York im Jahre 1938.

Die Akkreditierung des konsularischen Personals folgt eigenen Grundsätzen nach dem Wiener Übereinkommen über konsularische Beziehungen (WÜK) und ist weniger zeremoniell.
Der Entsendestaat erteilt dem Leiter einer konsularischen Vertretung ein Bestallungsschreiben, mit dem seine Eigenschaft bescheinigt, seine Kategorie und seine Klasse, der Konsularbezirk und der Sitz der konsularischen Vertretung angegeben wird. Der Entsendestaat übermittelt das Bestallungsschreiben dann auf diplomatischem Wege an die Regierung des Staates, in dem der Leiter der konsularischen Vertretung seine Aufgaben wahrnehmen soll (Art. 11 WÜK).
Der Leiter einer konsularischen Vertretung wird zur Wahrnehmung seiner Aufgaben durch eine Ermächtigung des Empfangsstaats zugelassen, die unabhängig von ihrer Form als Exequatur bezeichnet wird. Eine etwaige Ablehnung, das Exequatur zu erteilen, muss der Empfangsstaat nicht begründen (Art. 12 WÜK).
Die übrigen Mitglieder von konsularischen Vertretungen bestellt der Entsendestaat nach freiem Ermessen. Namen, Kategorie und Klasse aller Konsularbeamten müssen so rechtzeitig dem Empfangsstaat notifiziert werden, dass dieser ihn ggf. noch vor dessen Ankunft zur unerwünschten Person erklären kann (Art. 19 WÜK). Dann muss die Ernennung rückgängig gemacht werden (Art. 23 Abs. 3 WÜK).
Der Abbruch der diplomatischen Beziehungen zwischen zwei Ländern bedeutet nicht zwangsläufig auch den Abbruch der konsularischen Beziehungen (Art. 2 Abs. 3 WÜK).
Zwei Staaten können auch vereinbaren, dass ein Konsularbeamter diplomatische Funktionen übernimmt, wenn diplomatische Vertretungen fehlen. Dadurch erhält der Konsularbeamte aber nicht diplomatische Vorrechte und Immunitäten (Art. 17 Abs. 1 WÜK).
Möglich ist auch, dass ein Konsul den Entsendestaat zugleich bei einer Internationalen Organisation vertritt. In dieser Eigenschaft stehen ihm alle Vorrechte und Immunitäten zu, die einem Vertreter bei einer solchen Organisation auf Grund des Völkergewohnheitsrechts oder internationaler Übereinkünfte zustehen; soweit er jedoch konsularische Aufgaben wahrnimmt, hat er keinen Anspruch auf eine weitergehende Immunität von der Gerichtsbarkeit, als nach dem WÜK (Art. 17 Abs. 2 WÜK). Möglich ist auch, dass derselbe Konsularbeamte zwei oder mehrere Staaten vertritt, wenn der Empfangsstaat damit einverstanden ist (Art. 19 WÜK).

## Beendigung der Akkreditierung

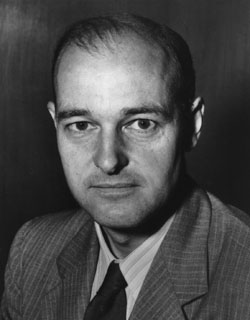
Der amerikanische Botschafter in Moskau George F. Kennan wurde im September 1952 zur persona non grata erklärt, nachdem er die sowjetische Regierung mit NS-Deutschland verglichen hatte.

Die Akkreditierung der diplomatischen Mitglieder endet, wenn der Entsendestaat dem Empfangsstaat die Beendigung der dienstlichen Tätigkeit des Diplomaten notifiziert (z. B. weil der Betroffene in sein Heimatland zurückkehrt oder auf einem anderen Posten eingesetzt wird). Die Akkreditierung endet auch, wenn der Empfangsstaat dem Entsendestaat notifiziert, er lehne es gemäß Art. 9 Abs. 2 WÜD ab, den Diplomaten als Mitglied der Mission anzuerkennen (Art. 43 WÜD).
Dem letzten Fall ist eine Erklärung des Diplomaten zur unerwünschten Person (persona non grata) oder – wenn es sich um ein anderes Mitglied des Personals handelt – eine Erklärung, wonach dem Empfangsstaat diese Person nicht genehm sei, vorangegangen (Art. 9 Abs. 1 WÜD). Aus dieser Erklärung folgt die Pflicht des Entsendestaates, den Betroffenen abzuberufen oder dessen Tätigkeit binnen einer angemessenen Frist zu beenden.
Auch bei konsularischem Personal besteht die Möglichkeit, dieses ohne Angabe von Gründen als persona non grata oder als nicht genehm zu erklären. In diesen Fällen hat der Entsendestaat die betreffende Person entweder abzuberufen oder ihre dienstliche Tätigkeit bei der konsularischen Vertretung zu beenden. Im Weigerungsfall kann das Exequatur entzogen werden oder die Person vom Empfangsstaat nicht mehr als Mitglied des konsularischen Personals betrachtet werden (Art. 23 WÜK).
Ob die Staaten, in deren Hoheitsgebiet eine Internationale Organisation ansässig ist, bei fehlender Ermächtigung im Sitzabkommen das Recht haben, ein Mitglied der Ständigen Vertretung eines Staates bei der Internationalen Organisation zur persona non grata zu erklären, ist umstritten. Insbesondere die Sitzstaaten Internationaler Organisationen beanspruchen ein solches Recht. Nach herrschender Ansicht in der Staatengemeinschaft kommt den Sitzstaaten ein solches Recht jedoch nicht zu. Die Wiener Staatenkonferenz vom 4. Februar bis 14. März 1975 verabschiedete das Wiener Übereinkommen über die Vertretung von Staaten in ihren Beziehungen zu internationalen Organisationen universellen Charakters, das trotz entsprechender Anträge von Großbritannien, Kanada und den USA ebenfalls kein solches Recht vorsieht. Das Abkommen ist allerdings bis heute (Stand: 3. Februar 2022) nicht in Kraft getreten. Unter anderem haben sich die meisten der 15 betroffenen Sitzstaaten bei der Abstimmung über die Annahme des Konventionstextes der Stimme enthalten. Ihrer Auffassung nach bietet das Abkommen dem Sitzstaat nur wenige Möglichkeiten, seine Interessen zu schützen, die durch das Verhalten des Diplomaten, zu dem der Gaststaat in keinem Rechtsverhältnis steht, beeinträchtigt sein können.

## Umfang des Personals einer Mission
Die Größe der Botschaft wird durch entsprechende Vereinbarung unter den Staaten festgelegt.
Ist keine ausdrückliche Vereinbarung über den Personalbestand der Mission getroffen worden, kann der Empfangsstaat verlangen, dass dieser Bestand in den Grenzen gehalten wird, die er in Anbetracht der bei ihm vorliegenden Umstände und Verhältnisse sowie der Bedürfnisse der betreffenden Mission für angemessen und normal hält (Art. 11 Abs. 1 WÜD). Der Empfangsstaat kann ferner innerhalb der gleichen Grenzen, aber ohne Diskriminierung, die Zulassung von Bediensteten einer bestimmten Kategorie ablehnen (Art. 11 Abs. 2 WÜD). Möglich sind auch vom Empfangsstaat vorgegebene Obergrenzen.
Deutschland und Russland haben gegenseitig auf die Festlegung einer Obergrenze verzichtet.
An anderen Orten als demjenigen, an dem die Mission selbst ihren Sitz hat, darf der Entsendestaat ohne vorherige ausdrückliche Zustimmung des Empfangsstaats keine zur Mission gehörenden Büros einrichten (Art. 12 WÜD).
Auch bei konsularischen Vertretungen gilt, dass ihr Bestand in den Grenzen zu halten ist, die der Empfangsstaat in Anbetracht der im Konsularbezirk vorliegenden Umstände und Verhältnisse sowie der Bedürfnisse der betreffenden konsularischen Vertretung für angemessen und normal hält (Art. 20 WÜK).